# Isla de los Estados
Isla de los Estados er en argentinsk ø beliggende i Atlanterhavet ud for Ildlandets østlige ende.